# Kleinroyal
Kleinroyal war ein deutsches Papierformat. Bis zur Einführung der DIN-Formate um 1922 war es im Gebrauch.
Ein Kleinroyal entsprach einem Bogen Papier mit den Abmessungen von 48 Zentimeter mal 64 Zentimeter.